# Herman van der Mijn

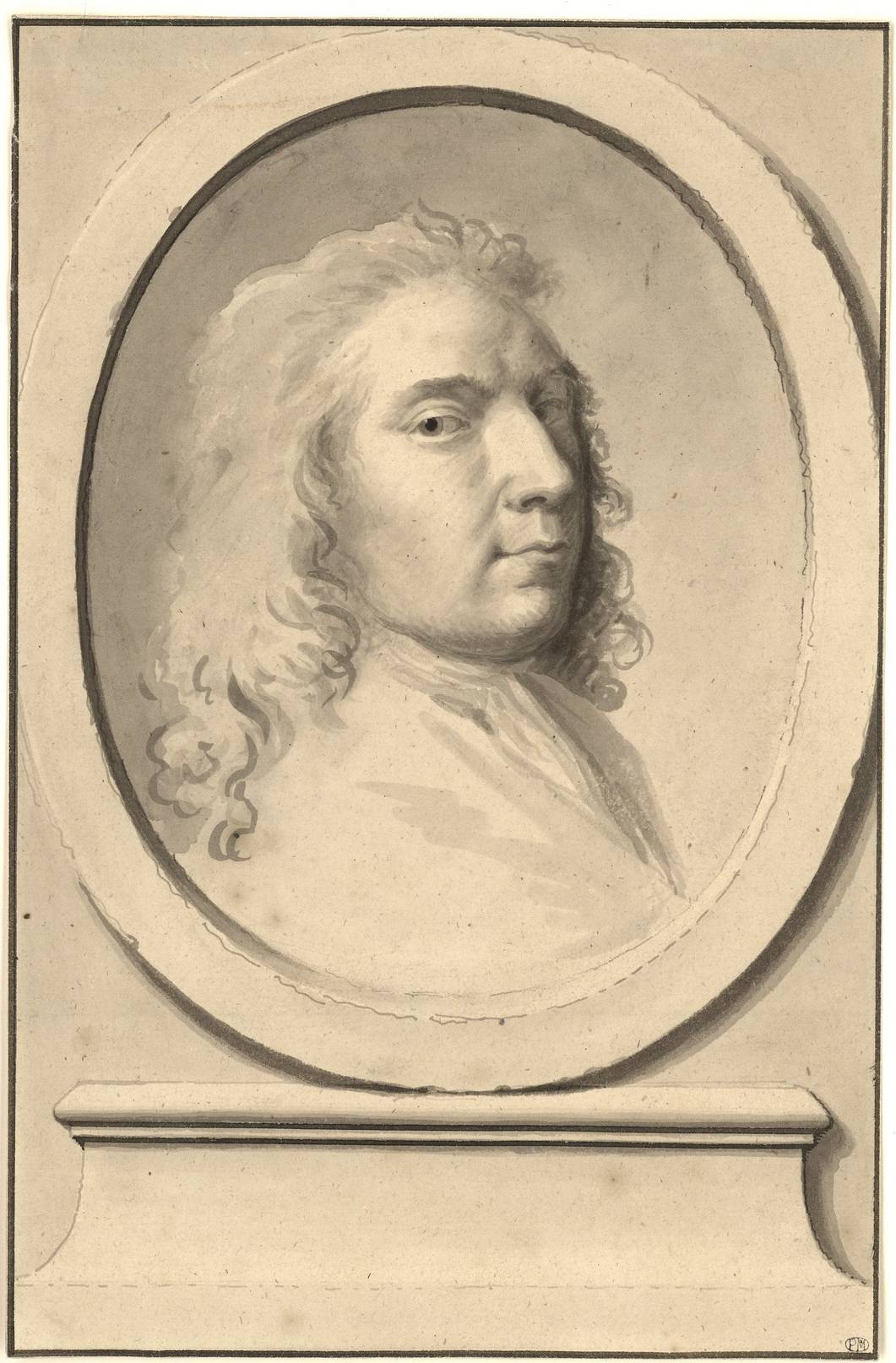
Aert Schouman (1710-1793) Portret van de kunstenaar Herman van der Mijn (1684 - 1741)

Herman van der Mijn (gedoopt Amsterdam, 27 februari 1684 – Londen, november 1741) was een Nederlands schilder.

## Leven en werk
Heeroman of Herman van der Mijn werd gedoopt in de Noorderkerk als Heeren, zoon van Andries van der Mijn (1645-1708), proponent en timmerman, en Trijntje Hendricks (ca. 1658-na 1727). Hij kreeg zijn schildersopleiding van Ernst Stuven. Van der Mijn trouwde in 1706 met Susanna Bloemendael (1681/82-1724). In 1712 wordt hij vermeld als lid van het Sint-Lucasgilde in Amsterdam. Vanaf 1712 was hij hofschilder in Düsseldorf bij keurvorst Johan Willem van de Palts. Hij keerde na diens overlijden in 1716 terug naar Antwerpen en woonde daarna onder meer in Parijs en Brussel. Rond 1722 vestigde hij zich in Londen, gevolgd door zijn zuster Agatha van der Mijn. Zijn gezin trok steeds met hem mee. De kinderen kregen schilderles van hem en Frans, Gerard, Andreas, Robert, Cornelia en George van der Mijn volgden als schilders in hun vaders voetsporen. Andere leerlingen van hem waren Jacoba Maria van Nickelen en Herman Frederik van Hengelen. 
Van der Mijn schilderde onder meer bloem- en fruitstillevens, genrevoorstellingen, historiestukken en portretten. Johan van Gool, die de familie Van der Mijn bezocht en in 1751 beschreef in zijn werk De nieuwe Schouburg der Nederlantsche Kunstschilders en Schilderessen zegt over hem onder andere: "Als ik zyn levensloop nadenk, sta ik verbaest over den snellen voortgang, die hy in de zwaerste deelen der Kunst heeft gemaekt; zyne Naekten en Portretten, zo in 't groot, als in 't klein, waeren toen al vast en welstandig getekent: doch de hooftreden van deze voortvarentheid was, dat hy alles met het uiterste gemak deet, en zo onverschillig was in 't geen hy ondernam, dat men verwondert moet zyn, hoe een sterffelyk Mensc zyn penseelvermogen zo tot zyn wil kan hebben." Carolina, prinses van Wales heeft driemaal voor hem geposeerd, maar nam haar schilderij niet af omdat ze het te duur vond. Volgens Van Gool vroeg Van der Mijn geregeld te veel geld voor zijn schilderijen. 
In 1737 keerde Van der Mijn terug naar de Nederlanden en werkte enige tijd voor prins Willem IV op Paleis Het Loo en in Leeuwarden. In 1741 was hij weer in Londen, waar hij op 57-jarige leeftijd overleed.

## Werken

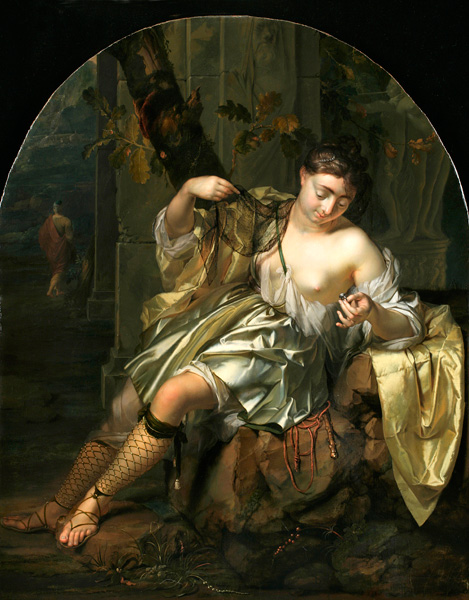
Tamar
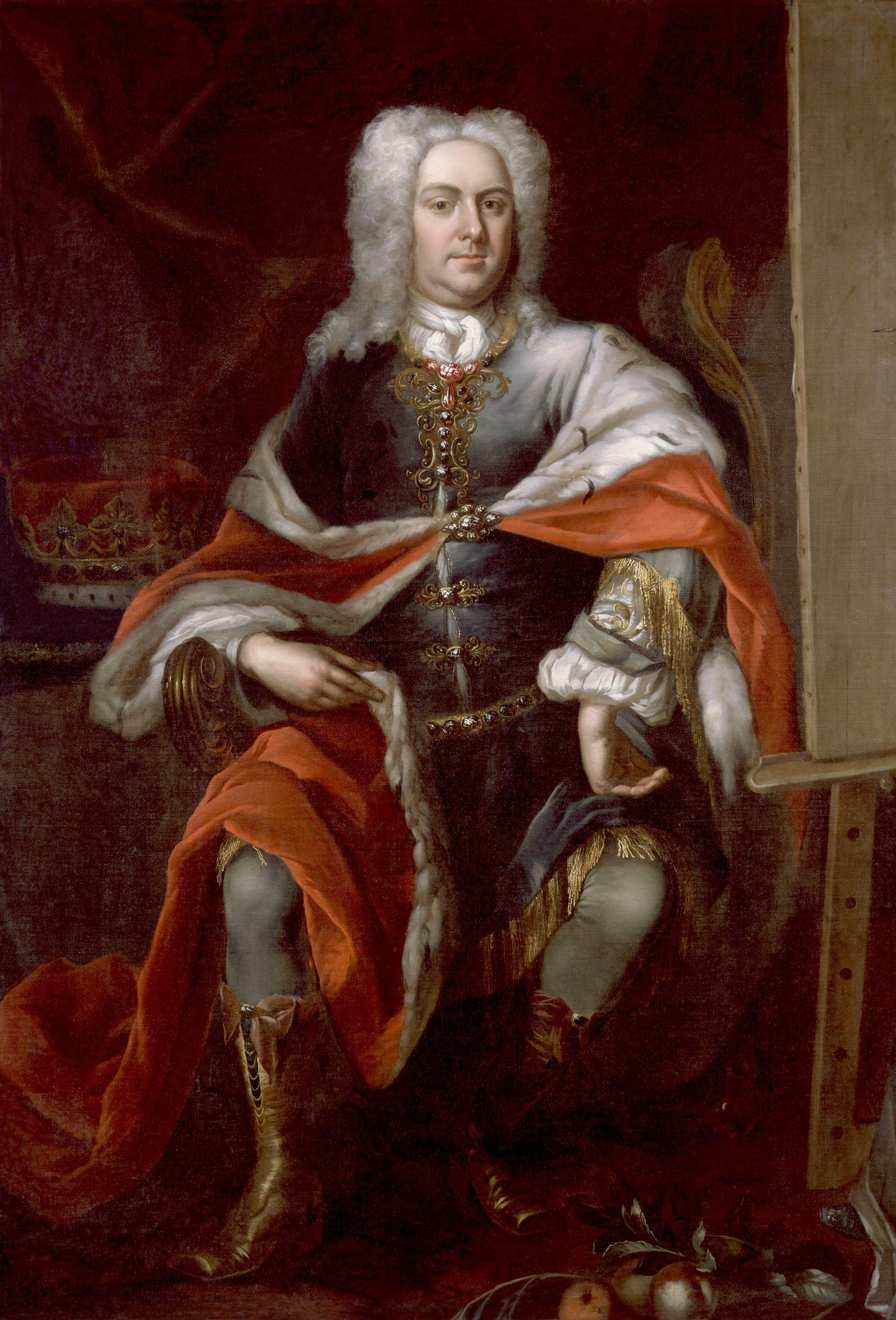
James Brydges, 1st Duke of Chandos
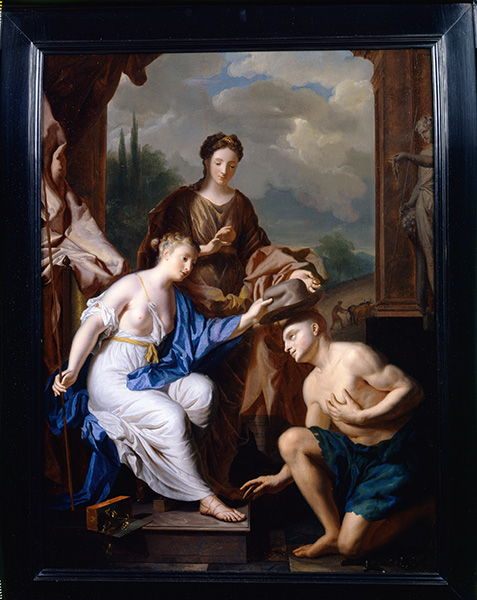
De vrijheidshoed
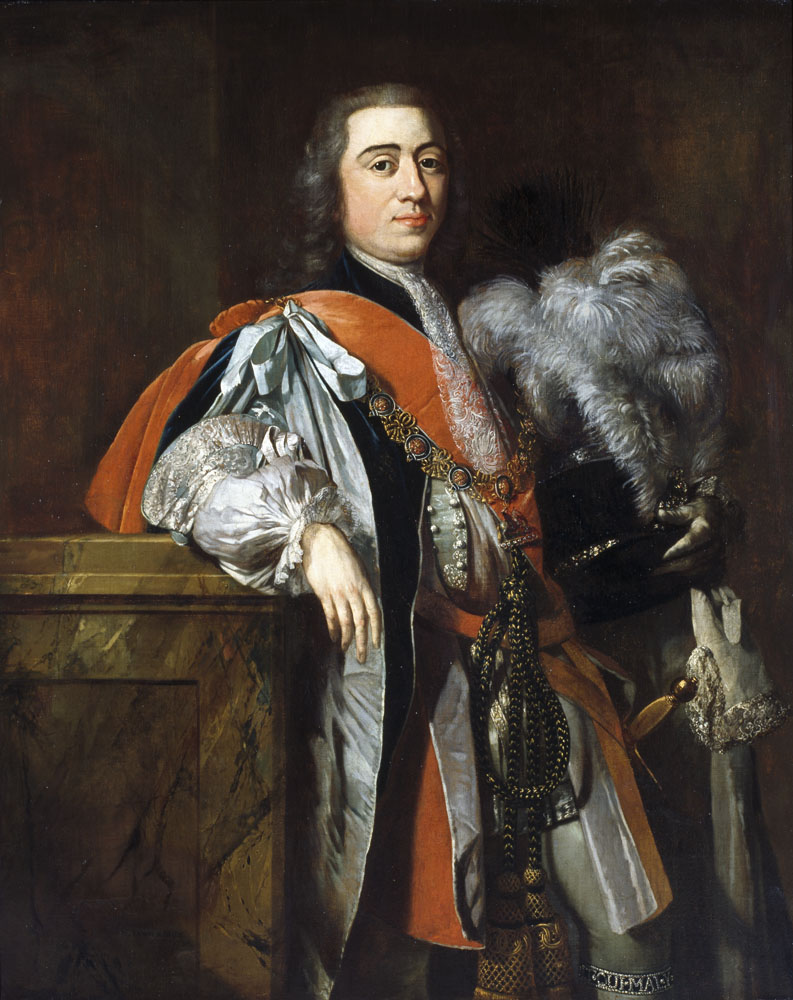
Willem IV van Oranje-Nassau